# Arduino Nano

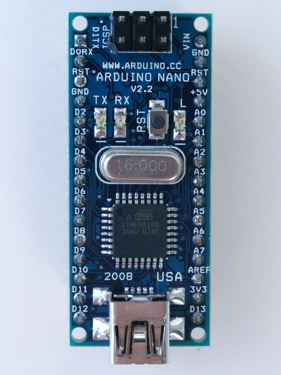
Arduino Nano

Arduino Nano je v informatice název malého jednodeskového počítače z otevřené platformy Arduino, který je založen na mikrokontrolerech ATmega od firmy Atmel.
Arduino Nano je podobné Arduinu Mini, s tím rozdílem, že má vlastní USB port a převodník. Je tedy trošku větší, ovšem není třeba mít extra převodník při vkládání programu.

## Technické informace
| Mikroprocesor                    | ATmega328               |
| Architektura                     | AVR                     |
| Provozní napětí (logická úroveň) | 5V                      |
| Vstupní napětí (doporučeno)      | 7-12V                   |
| Počet digitálních I/O pinů       | 22 pinů, z toho 6 s PWM |
| Počet analogových vstupů         | 8 pinů                  |
| Proudové zatížení na 1 pin       | 40 mA                   |
| Flash paměť                      | 32 KB                   |
| SRAM                             | 2 KB                    |
| EEPROM                           | 1KB                     |
| Rychlost hodin                   | 16 MHz                  |
| Výška                            | 18 mm                   |
| Šířka                            | 45 mm                   |
| Váha                             | 7g                      |